# Elkin & Nelson
Elkin & Nelson fue una agrupación colombiana conformada por los hermanos Elkin Javier Marín Velez y Nelson León Marín Velez. A comienzos de los años 1970 el dúo se trasladó a España, donde desarrollaron su carrera musical. Fusionando ritmos latinos con música rock influenciada por artistas como James Brown y Santana, el dúo empezó a hacerse un nombre en la escena ibérica especialmente con la canción "Jíbaro" de su álbum de 1974 Ángeles y Demonios. Entre 1974 y 1992 grabaron tres álbumes de estudio y algunos sencillos.

## Discografía

### Estudio
- Ángeles Y Demonios (1974)
- Elkin & Nelson (1974)
- Expresiones (1992)

### Sencillos y EP
- "A Caballo" (1974)
- "Jíbaro" (1974)
- "Mulata Part One" (1975)
- "Abran Paso" (1975)
- "Samba Samba/Carnavalito" (1975)
- "Jíbaro (12")" (1979)
- "Quizás, Quizás (Nothing But The Vox Mix)" (1989)
- "The Balearic Sound Of Elkin & Nelson (12")" (2014)

### Recopilatorios
- Elkin & Nelson (1991)
- Todas Sus Grabaciones Para Discos CBS (1973-1974) (1999)
- Latin Glam - 1972/2005 (2005)